# Municipio de Marianao
Municipio de Marianao är en kommun i Kuba. Den ligger i provinsen Provincia de La Habana, i den västra delen av landet, 8 km sydväst om huvudstaden Havanna. Antalet invånare är 137 999. Arean är 22,0 kvadratkilometer.
Terrängen i Municipio de Marianao är platt.